# Club Atlético Colegiales (Munro)
El Club Atlético Colegiales es un club de fútbol argentino, radicado en el barrio de Munro, partido de Vicente López, provincia de Buenos Aires. Fue fundado el 1 de abril de 1908 bajo el nombre Libertarios Unidos, nombre que actualmente lleva su estadio. Desde 2025 participará en la Primera Nacional, la segunda categoría del fútbol argentino.

## Historia

### Inicios en 1908: Libertarios Unidos
El club fue fundado el 1 de abril de 1908, en Libertad y Paseo de Julio (hoy Avenida del Libertador), en el barrio de Retiro, lindero a Recoleta, bajo el nombre de Libertarios Unidos. Esta denominación habría sido escogida en virtud del lugar de fundación (la calle Libertad). Pero, en contraposición, se podría sospechar que la fuente de inspiración bien pudo haber sido los ideales anarquistas de sus fundadores. La teoría se fortalece con la elección de los primeros colores: rojo y negro, símbolo de ese movimiento político. Además, entre sus miembros había militantes anarcosindicalistas, libertarios, socialistas y comunistas. La teoría de que haya sido por su ubicación, en la calle Libertad, pudo haber sido una coartada ya que el anarquismo durante esa época estaba completamente prohibido, era perseguido y duramente reprimido.

#### Primeros años en la AFA

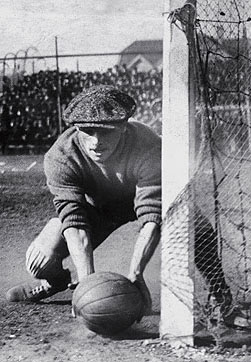
Américo Tesoriere, uno de los mejores arqueros de la historia de Colegiales que jugó en el club en 1921. Fue arquero de la Selección Argentina y disputó 5 Copas Américas.

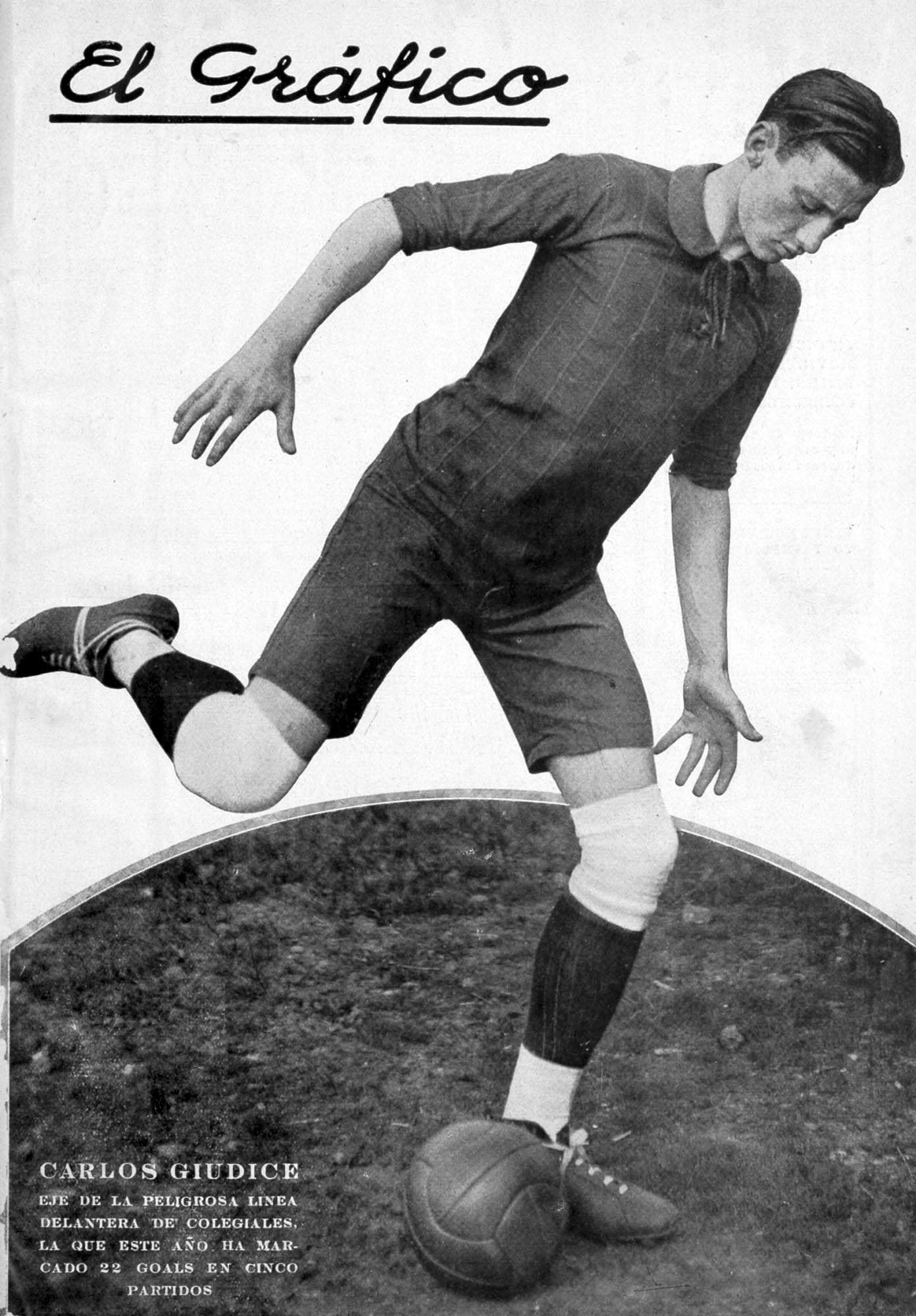
Cárlos Domingo Giúdice, artillero e ídolo de Colegiales en la década del 20'. Posteriormente se desempeñó como entrenador del primer equipo.Única tapa de la revista El Gráfico en la que salió una imagen de un jugador de Colegiales.

En 1911 se afilió a la Argentina Football Association y comenzó a competir en Segunda División, que desde ese año pasaba a corresponder con la tercera categoría. Hizo su debut en el fútbol argentino el 7 de mayo ante Ferro Carril Oeste. Otros encuentros ante futuros conocidos rivales fueron: Platense, cayendo por 4 a 0 de visita y 1 a 0 de local; y Atlanta, a quien venció por 1 a 0 de local. También se destaca su triunfo por goleada ante Bernal, por 6 a 1. Finalmente no logró ganar la sección y, por ende, no logró el ascenso.
Tras la escisión de 1912, la institución continuó afiliada a la Asociación. Con un torneo reducido en participantes, se enfrentó en la Sección B a Banfield y a Bernal: ante Bernal logró triunfos por 7 a 0 y 5 a 1, pero ante Banfield cae por 3 a 1 en Lomas e iguala por 1 a 1 de local, dejándolo fuera de las finales por el título y ascenso.
En 1913, debido a la reestructuración, fue promovido a División Intermedia y compitió en la Sección 1. En aquella sección, entre otros rivales conocidos y nuevos, se enfrentó el 13 de abril ante un debutante Huracán, cayendo por 1 a 0.
En 1915, el fútbol argentino vuelve a unificarse y el equipo continúa en División Intermedia. Compitiendo en la Sección 3, se enfrentó a equipos de posterior renombre como Vélez Sarsfield y Gimnasia y Esgrima La Plata, con este último igualando en sus dos encuentros.

### De 1917 a 1930: De Sportivo del Norte a Colegiales y el ascenso a Primera División
En 1917 modifica su nombre por Sportivo del Norte. El motivo del cambio tiene dos versiones: una indica que debió cambiar su denominación por decisión gubernamental, mientras que la otra señala que el coronel Ramón Falcón, conocido represor de manifestaciones obreras, especialmente ensañado con los anarquistas, le sugirió amablemente a los directivos el cambio del nombre. Ese mismo año, militando en Intermedia, logró el ascenso a Primera División de la Asociación Argentina de Football y en 1920 disputó su primer torneo en Primera, logrando la séptima posición y siendo el campeón Boca Juniors.
En 1921 la Selección Argentina se consagró Campeón Sudamericano, destacándose su arquero Américo Tesoriere, que terminó con la valla invicta. Tesoriere y Alfredo Garassini, ambos jugadores de Boca Juniors, entraron en conflicto con la dirigencia de entonces y abandonaron su club para enrolarse en Sportivo del Norte, que finalizó el torneo de 1921 en la sexta posición siendo campeón Huracán. Luego los jugadores del Xeneize solucionaron sus problemas con la dirigencia y retornaron al club.
En 1921, hubo elecciones en el club que, luego de varias impugnaciones, concluyeron en la escisión de la institución. En 1922, la institución disidente se afilió a la Asociación Amateurs de Football, compitiendo en División Intermedia desde 1923 hasta 1924.
En 1922 clasificó duodécimo, en 1923 decimonoveno y en la decimocuarta posición en 1924. En esa etapa -entre 1920 y 1924- enfrentó a rivales de la talla de Boca Juniors, Huracán, Estudiantes de la Plata, Banfield, Lanús y Argentinos Juniors.
En 1923 el club se había mudado a una cancha ubicada entre las calles Teodoro García, Giribone, Palpa y Charlone, en el barrio de Colegiales. Dos años más tarde, en 1925, culmina la escisión y el club resolvió cambiar su denominación por la de Colegiales, adoptando sus nuevos colores: azul, marrón (el que muy pronto mudará al rojo) y oro, que perduran hasta nuestros días. Se cree que los nuevos colores estuvieron inspirados en la bandera de la Segunda República Española, roja, amarilla y morada.
A fines de la temporada de 1926, muy recordada por su descollante actuación, recibiendo el mote de Los Fenómenos, junto a otros clubes, se ve prácticamente forzado a desafiliarse de la Asociación Argentina y se afilia a la Asociación Amateurs, que a la brevedas se fusionaría para formar la Asociación Amateurs Argentina. Para 1927, los torneos de Primera División de las ex-asociaciones se fusionaron, pero debido a la gran cantidad de equipos se volvió a dividir, y se creó una nueva división: la Primera División B, donde el equipo fue relegado y logró el cuarto lugar.
Al año siguiente, 1928, logró el campeonato y volvió a Primera División, con este equipo: Sesana; Rossi y Silva; Del Corro, Pausini y Felipelli; Martínez, Toscano, Giudice, González y Coviello.
En 1929 participó en la Sección Impar, clasificando octavo detrás de Gimnasia, River, Racing, Lanús, Almagro, Talleres y El Porvenir.

### De 1930 a 1956: Entrada al profesionalismo y mudanzas de estadios
La campaña de 1930 resultó mala, finalizando 33° de 36 equipos y, ante la nueva división del fútbol, no fue incluido entre los equipos que formaron la profesionalizada Liga Argentina de Football, permaneciendo en la Asociación Argentina de Football (Amateurs y Profesionales) (AFAP), entidad oficial que siguió disputando certámenes supuestamente amateurs. En el campeonato de 1932 fue subcampeón junto con Barracas Central, detrás de Sportivo Barracas. En 1934 se consagra campeón del torneo de reservas de Primera División de la AFAP, en una gran campaña donde triunfó en 19 de sus 22 partidos.
Tras el campeonato de 1934, la fusión de las dos entidades en la Asociación del Football Argentino lo destinó, en 1935, a segunda división, junto con los demás clubes de la AFAP, clasificándose en 1941 segundo detrás de Chacarita Juniors, que ascendió a Primera División. Ya se había mudado del barrio que le dio su nombre definitivo recalando, luego de jugar por un año en el estadio del Club Porteño, en Fraga y Estomba, también de la Capital Federal, terreno en el que luego jugaría Almagro, para poco después mudarse a Villa Martelli.
En 1944 descendió a Tercera, división en la que se clasificó segundo en 1945 y 1946, hasta que finalmente en 1947 logró el campeonato invicto, con 77 goles a favor (más de tres por partido en promedio) y sólo 23 en contra. Esta conquista se vio realzada por el hecho de que durante este año Colegiales había sido desalojado de la cancha que alquilaba en Perú y Avenida Central, en la localidad de Villa Martelli debido a la apertura de una calle, razón por la cual se vio obligado a jugar en distintos estadios. El equipo campeón estaba formado por: Incardona; A. Dardenne y Arrillaga; F. Baloira, Auad y Céspedes; Coudannes, A. Baloira, Cantamessi, Archero y E. Dardenne.
En 1948 se mudó a su actual campo de deportes de Malaver y Posadas, en Munro, su presidente en aquella época era Mario Alberto Cichero. El defensor Roberto Carnelli (fallecido el 27 de enero de 2021) fue autor del primer gol en este estadio, el 23 de abril de 1949, en la victoria 3-2 ante El Porvenir. 

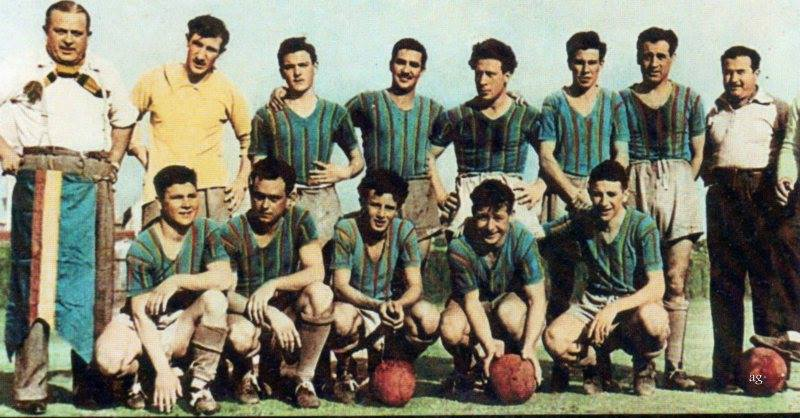
Equipo de Colegiales de la temporada 1955.

La posterior reestructuración de 1949 lo hizo descender nuevamente de categoría, hasta que el 6 de enero de 1956 nuevamente se coronó campeón de la Primera Amateur, tercera categoría en ese momento, al vencer como visitante a Los Andes por 1 a 0 con gol de Vecino. La formación de ese último partido: Negri; Álvarez y Cosentino; Pérez, Aragón y Cappano; Fassani, Morales, López, Tognola y Vecino. El Director Técnico fue Victor Ugobono, los utileros Montaña y Giuliani, y el masajista el inolvidable Coria. Lamentablemente, en 1956 volvió a descender, tras finalizar último en la Primera B.

### De 1957 a 2001: Del naufragio en la C al ascenso a la B Metropolitana e intervención institucional
Entre los años 1957  y 1992 el club naufragó en la Primera C. Categoría que originalmente era la 3.ª. división de Argentina y luego en 1986 con la creación de la Primera B Nacional pasó a ser la 4.ª. categoría. 

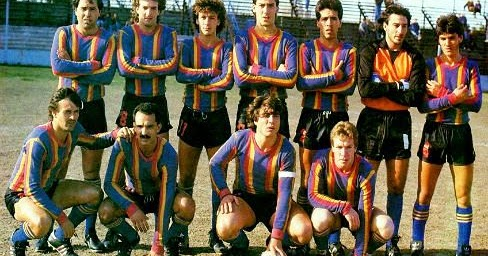
Equipo de Colegiales de 1988. Parados: Walter Cataldo, Edgardo Lemos, Sergio F. Ritacco, Horacio Caminos, Roberto A. Fernández, Miguel A. Peralta Luna y Ernesto Delpech. Agachados: Adalberto Giacopuzzi, Eduardo Poncio, Alberto Batallini y Sergio Gebel.

Luego de varios intentos frustrados, entre los que se encuentra el subcampeonato de 1984 de la mano de Salvador Daniele, debió esperar hasta el 21 de abril de 1993 para volver a Primera B, aunque en ese momento dicha categoría era ya la tercera división y no la segunda. Casualmente en cancha de Los Andes, pero esta vez ante Argentino de Quilmes, venció por 1 a 0 con gol de Juan Testa de penal, se consagró campeón y consiguió el ascenso. Esa tarde el equipo formó con: Otamendi; Centurión, Del Pech, Weinbinder y Tsalpakian; Gigli, Pérez, Yanacón (luego Balzamé) y Testa; Sánchez y Tossi (luego Batallini). El director técnico era Rubén Moreno.

Equipo de Colegiales Campeón de Primera C en 1992/1993

Desde ese ascenso, militó hasta 1998 en Primera B. La falta de capacidad de los principales dirigentes de esa época y su permanencia durante 5 años en una división profesional en la que los compromisos eran muy superiores, determinaron que la institución viera seriamente amenazada su vida futura.

Su eventual desaparición es lo que desde alguna agrupación interna del club intentan permanentemente evitar. Como muestra de ello, lograron que la Dirección de Personas Jurídicas de la Provincia de Buenos Aires interviniera el club para poner las cosas en orden. Fue así que en marzo del año 2000 asume como interventor normalizador Juan Carlos Andlovec, un funcionario perteneciente al círculo cercano al Intendente de Vicente López, Enrique García, que brindó toda la ayuda necesaria para que la Comisión de Apoyo (integrada por miembros de dicha Agrupación) pudiera trabajar tranquila y poner el club en marcha. El arduo trabajo se vio reflejado en poco menos de un mes: Colegiales volvió a jugar de local en Munro el día de su 92° aniversario.

En lo futbolístico, el equipo estuvo cerca de lograr la hazaña: de pelear el descenso en la primera rueda, pasó a clasificar para jugar el octogonal por un ascenso al Nacional B. Con un equipo más que aceitado, con figuras en un muy buen momento (como Gabriel Fernández y Guillermo Cols en la delantera, Pablo Rodríguez y Sebastián Benítez en el medio) y dirigidos técnicamente por Salvador Pasini, el Tricolor dejó afuera a Tristán Suárez. Sin embargo, luego enfrentaría a Estudiantes de Caseros, quien eliminaría a Colegiales, para luego vencer a Sarmiento de Junín ascendiendo al Nacional B.
Al año siguiente el equipo no repitió la buena performance del torneo anterior. Así fue que, haciendo una de las peores campañas de su historia, Colegiales descendió a la Primera C en la temporada 2000/01.

### De 2001 a 2008: Saneamiento del club y alternancia entre la B Metropolitana y la C
En el año 2001, el club salió de la intervención y volvió a tener una comisión directiva elegida por elecciones. Con Ricardo Cichero a la cabeza, el primer objetivo era volver rápidamente a la Primera B . En la temporada 2001/02 de la Primera C, se estuvo muy cerca de cumplir el objetivo de la vuelta. Con incorporaciones de renombre para la categoría como Oscar Alfonso Ayala, Javier Molina, Martín Ungaretti y Alberto Meinecke entre otros, el equipo salió subcampeón invicto del torneo Apertura 2001. Luego en el clausura finalizó en la 7.ª. ubicación. En el torneo reducido dejó atrás a Excursionistas en el clásico, luego a Luján, posteriormente a Argentino de Merlo. Pero falló en la final con Deportivo Laferrere y desperdició la posibilidad de retornar a la tercera categoría. Sin embargo, en la siguiente temporada volvió a jugar la final por el ascenso frente a Villa Dálmine, venciendo esta vez a su rival y retornando a la Primera B. 

La  temporada 2003/04 había arrancado de manera muy auspiciosa para el Tricolor que finalizó el Torneo Apertura en las primeras ubicaciones. No obstante, una quita de 9 puntos provocaron un nuevo descenso a la C. La quita de puntos se debió a incidentes provocados por la parcialidad de Colegiales ante Tigre en una rivalidad muy marcada de la década del 90'. Cole disputaba el partido en Victoria donde su rival actúa como local. Cuando el partido estaba 1 a 0 a favor del Matador, los hinchas locales comenzaron a arrojar piedras hacia el banco de suplentes de Colegiales, impactando una de ellas en la cabeza del mediocampista Miguel Porcel. El árbitro del partido Mario Prieto no suspendió el partido ante este hecho. En los siguientes minutos, cuatro jugadores de Colegiales fueron expulsados, terminando el equipo con siete jugadores en cancha. Esto desató la furia de la parcialidad Tricolor que comenzó a arrojar piedras al campo de juego, provocando ahora sí la suspensión del partido. Como consecuencia de esto, Colegiales perdió 9 puntos en el tribunal de disciplina, lo cual fue determinante para que el equipo descendiera a Primera C al final de la temporada. Esta quita de puntos provocó la renuncia del entonces presidente Ricardo Cichero siendo reemplazado por Oscar Bossus en el cargo. De todas formas Cichero no se retiró de las actividades dirigenciales, ya que pasó a ocupar el cargo de Vicepresidente del club. El club permaneció enPrimera C hasta la temporada 2007/08.

### De 2008 a 2023: Ascenso y estabilidad en la Primera B Metropolitana
Luego de varios intentos fallidos, entre los cuales se encuentra una final perdida con Comunicaciones, en la temporada 2007/08 retorna a la Primera B de la mano de Armando González, ganándole 2 a 1 como visitante a JJ Urquiza con un gol inolvidable de Ignacio Distéfano y consagrándose campeón, al finalizar en la primera ubicación del campeonato. El regreso a la Primera B fue muy exitoso, de la mano de Néstor Ferraresi y de jugadores como Diego Cisterna, Gastón Díaz, Jonathan Torres y Javier Molina. Si bien perdió en cuartos de final del Torneo Reducido por el ascenso a la Primera B Nacional frente a Deportivo Merlo, equipo que finalmente logró el ascenso, logró mantener la categoría y engrosar el promedio de cara a la temporada siguiente.
La temporada 2009/10 también fue muy exitosa, llegando a semifinales del Torneo Reducido. Con el mismo director técnico y un plantel similar donde se destacaban Cisterna, Díaz, Jorge Balanda y la aparición de Elías Borrego, Colegiales fue destacado por los especialistas como un equipo de juego vistoso. Durante la temporada 2010/11, Leonardo Ramos dejó su cargo, asumiendo Atlio Svampa (coordinador de las divisiones inferiores e infantiles del club) en su reemplazo. El equipo hizo una buena temporada bajo su dirección técnica.
Fue eliminado de la Copa Argentina 2011 en 32avos de final frente a Independiente por 4 a 0. A pesar de ello, en la misma temporada, la 2011/12 , el conjunto dirigido por Atilio Svampa consiguió un histórico subcampeonato. Sumando 73 puntos y quedando por detrás del campeón, Sarmiento de Junín. Desafortunadamente, posteriormente quedaría eliminado del Torneo Reducido frente a Acassuso en la primera ronda.
El año 2016 comenzó lleno de esperanzas para el equipo tricolor ya que en el Torneo de Transición de la Primera B Metropolitana se encontraba puntero e invicto. Finalmente, el equipo terminaría en la tercera posición detrás del Club Social y Deportivo Flandria y el  Club Atlético Atlanta. Ya para el campeonato de la temporada 2016/17, el equipo tendría una racha negativa en las primeras fechas con 5 partidos sin ganar. Finalmente, Colegiales terminó en la posición 17 muy lejos de las posiciones de reducido.
En el campeonato de la temporada 2017/18 el equipo terminaría en la posición 15, con 10 partidos ganados, 9 empatados y 15 partidos perdidos. En el torneo de la temporada 2018/19, Colegiales, luego de una campaña aceptable, terminaría en puestos de reducido finalizando en la séptima posición. Jugaría las semifinales del mismo contra San Telmo cayendo con un resultado global de 2 a 1.
El 9 de julio de 2021 y bajo la conducción técnica de Darío Lema, se corona campeón del Torneo Apertura de Primera B 2021 por primera vez en su historia al vencer a Sacachispas en el Estadio Tomás Adolfo Ducó por 3 a 1.
En el Clausura, luego de una gran campaña, perdió en la última fecha frente a Sacachispas. Lo que provocó que Flandria saliera campeón del torneo y Colegiales terminara en 2.ª ubicación tanto del Torneo Clausura como de la tabla general. Lo que implicó que la final por el primer ascenso a la Primera Nacional se definiera en el estadio Carlos V de Jáuregui. Tras un partido de ida en el cual "Cole" ganó 1 a 0, en el partido de vuelta y a solo 50 segundos de su finalización, Flandria abre el marcador y fuerza a definir por penales. Desde los 12 pasos el "Canario" fue quien consiguió el primer ascenso postergando el sueño "Tricolor".
Colegiales debió anexarse en las semifinales del Reducido venciendo por penales a Los Andes para jugar la 2.ª. final por el ascenso frente a Sacachispas. Tras un 0 a 0 en la ida disputada en Villa Soldati, igualaron 1 a 1 en Munro y nuevamente la final iba a decidirse por penales. Nuevamente Colegiales falló en la definición y finalmente el "Lila" consiguió el ascenso a la 2.ª categoría del futbol argentino.
En la temporada 2022 de la Primera B, bajo la conducción de Lema el club hace una gran campaña finalizando primero en la tabla general, pero sin ganar ninguno de los 2 torneos (Apertura y Clausura). Por lo tanto, el equipo ingresa al reducido en etapa de Octavos de final perdiendo por penales frente a Acassuso.
Tras un mal arranque en la temporada 2023, Lema deja el cargo de entrenador y es reemplazado por Leonardo Lemos.

### Actualidad
El 16 de noviembre de 2024, Colegiales se consagró campeón por primera vez de la Primera B, tras vencer por 2 a 0 a Los Andes en el partido de vuelta de la final del campeonato. Siendo el mejor equipo del campeonato, logró acceder a la final tras ganar el Torneo Clausura. Con el título logrado, obtuvo el derecho a participar por primera vez de la Primera Nacional, retornando a la segunda división tras 68 años.

## Dirigentes

### Autoridades del club (2024-2026)
- Presidente: Tomás Costa
- Vicepresidente 1º: Alejandro Carrizzo
- Vicepresidente 2º: Ariel Choquehuanca
- Secretario General: Rodrigo Carnovale
- Tesorero: Martín Bottini
- Secretario: Jorge Gardella
- Secretaria de Actas: Sabrina García
- Pro Tesorero: Pablo Ayala
- Vocales Titulares: Nicolás Mazzacavallo, Alberto Tiridate, Sergio Mlot, Diego Vella, Sebastián Arca, José Cichero, Daniel Wolf
- Vocales Suplentes: Martín Dib, Leandro Cabanilla, Marcelo Scalía, Marcelo Email, Ignacio Cabello

### Presidentes
| Presidente                        | Años      |
| --------------------------------- | --------- |
| Sr. Pedro Navone                  | 1908-1909 |
| Sr. César Sartorelli              | 1909-1912 |
| Asamblea del 22/10/13             | 1913-1913 |
| Sr. Francisco Grisolia            | 1914-1915 |
| Sr. Santiago M. Marengo           | 1916-1916 |
| Sr. Enrique Garroni               | 1917-1921 |
| Sr. Juan Vitale Egisto Ceccherini | 1922-1922 |
| Sr. Juan Garroni                  | 1923-1923 |
| Sr. Juan P. Rossi                 | 1924-1924 |
| Sr. V. Tendín Uriburu             | 1925-1926 |
| Sr. Juan P. Rossi                 | 1926-1926 |
| Sr. Bernardo Sierra               | 1926-1926 |
| Sr. Juan R. Beltrán               | 1927-1928 |
| Sr. Juan J. Bugni                 | 1929-1930 |
| Sr. Rafael J. Pigna               | 1931-1931 |
| Sr. Ángel A. Rossi                | 1931-1931 |
| Sr. Adolfo Pacheco                | 1932-1932 |
| Sr. Ángel E. Albe                 | 1933-1934 |
| Sr. Manuel Sierra                 | 1934-1934 |
| Sr. Raúl E. Sandro                | 1935-1935 |
| Sr. Luis A. Chiappe               | 1936-1936 |
| Sr. Raúl E. Sandro                | 1937-1937 |
| Sr. César L. Palacio              | 1938-1938 |
| Sr. Carlos Speroni                | 1939-1940 |
| Sr. V. Mastronardi                | 1941-1941 |
| Sr. Julio C. Caccia               | 1942-1942 |
| Sr. Pedro Coudannes               | 1943-1944 |
| Sr. Mario A. Cichero              | 1945-1949 |

| Presidente                                                              | Años          |
| ----------------------------------------------------------------------- | ------------- |
| Sr. Aníbal F. Petrina                                                   | 1950-1950     |
| Sr. J. B. Tourreiles                                                    | 1951-1952     |
| Sr. Mario A. Cichero                                                    | 1953-1956     |
| Sr. E. De Vicentis                                                      | 1957-1962     |
| Sr. Armando Tótoro                                                      | 1962-1963     |
| Sr. Alberto Salvatori                                                   | 1964-1964     |
| Sr. Luis Strucchi                                                       | 1965-1976     |
| Sr. Hugo A. Petri                                                       | 1977-1978     |
| Sr. José E. Cambiaggi                                                   | 1979-1979     |
| Sr. Luis Eduardo Lamuedra                                               | 1980-1983     |
| Sr. Miguel Ángel de Renzis                                              | 1984-1984     |
| Sr. Norberto Oneto                                                      | 1984-1985     |
| Sr. Atilio Svampa                                                       | 1986-1987     |
| Sr. Ricardo Cichero                                                     | 1987-1988     |
| Sr. A. Giacomossi                                                       | 1989-1991     |
| Sr. Juan O. Spinelli                                                    | 1991-1991     |
| Sr. Ezequiel A. Oliva (Concejal PJ Vicente López)                       | 1992-1995     |
| Sr. Walter L. Oliva                                                     | 1996-1998     |
| Sr. Ezequiel A. Oliva (Concejal PJ Vicente López)                       | 1998-1999     |
| Sr. Juan Carlos Andlovec (Interventor) - (Funcionario de Vicente López) | 2000-2001     |
| Dr. Ricardo Cichero (Abogado)                                           | 2001-2004     |
| Sr. Oscar Bossus                                                        | 2004-2006     |
| Sr. Alberto Goyanes                                                     | 2006-2008     |
| Ing. Enrique Banchs (Ingeniero Civil)                                   | 2008-2012     |
| Sr. Rodrigo González (Periodista)                                       | 2012-2018     |
| Sr. Pablo Daniele (Presidente interino)                                 | 2018-2018     |
| Dr. Tomás Costa (Abogado)                                               | 2018-2022     |
| Sr. Alejandro Carrizzo                                                  | 2022-2024     |
| Tomás Costa                                                             | 2024-presente |

## Infraestructura

### Estadio Libertarios Unidos
|  | Para un completo desarrollo véase Estadio Libertarios Unidos |

Colegiales tuvo su primer estadio entre los años 1908 y 1922. El mismo se encontraba en Blandengues 3901 (hoy Avenida del Libertador) entre Paroissien y el Arroyo Medrano (hoy entubado debajo de la Avenida Comodoro Rivadavia), en el barrio porteño de Nuñez muy cerca de donde hoy se encuentra el estadio de Defensores de Belgrano.
En 1923 se mudó al barrio porteño de Colegiales, el cual le daría el nombre que el club lleva hasta el día de hoy. Su estadio se encontraba en la manzana comprendida por las calles Giribone, Palpa, Charlone y Teodoro García. Paradójicamente, hoy ese predio no se encuentra ya en el barrio de Colegiales sino en el de Chacarita, a tan solo una cuadra de la sede social del Club Atlético Chacarita Juniors. El estadio del club estuvo en esta ubicación por un período de 10 años, hasta 1933.
Luego de un tiempo sin cancha, durante el cual en el año 1935 hizo de local en el estadio del Club Porteño, donde actualmente se encuentra la plaza Florencio Sánchez, en el año 1936 y hasta 1938 hizo de local en un predio ubicado en el barrio de Villa Ortúzar, ubicado en la manzana delimitada por las calles Fraga, Estomba, Roseti y Tronador.
Ya para 1940 se muda a Vicente López, pero a la localidad de Villa Martelli. Allí se instala hasta el año 1944 en un terreno delimitado por las calles Perú, Carlos Francisco Melo, Bolivia y Avenida Central (hoy Doctor Antonio Cetrángolo). Finalmente, en el año 1948 se instala en el predio donde se encuentra actualmente, ubicado en la manzana comprendida por las calles Gervasio de Posadas, Antonio Malaver, Natalio Querido e Italia, en la localidad de Munro. El estadio lleva el nombre de Libertarios Unidos, en honor a la antigua denominación del club y dispone de capacidad para 6.500 espectadores, con la siguiente distribución:
- Platea principal: 800 butacas (Considera ampliación de 2023)
- Tribuna Malaver: 1.300 ubicaciones
- Tribuna Natalio Querido: 3.200 ubicaciones
- Tribuna Libertarios Unidos (Ex Int. Enrique García): 1.200 ubicaciones

(Considerando el criterio de cálculo de 4 personas/m2 en tribunas populares).
Además dispone de las siguientes instalaciones:
- Cancha de baby fútbol
- Oficinas administrativas
- Pensión de divisiones inferiores
- Sala de Prensa
- Gimnasio
- Zona mixta
- Quinchos (En construcción)

Como ocurre con muchos equipos del fútbol argentino y en especial del Área Metropolitana de Buenos Aires, si bien el club es asociado a la localidad de Munro el predio del estadio se encuentra, como se ha mencionado, en la localidad de Florida Oeste. El motivo por el cual se lo identifica con Munro se debe, a que anteriormente dicho predio correspondía a la localidad de Munro, pero por cambios municipales de límites de las localidades del partido de Vicente López, en la década del 90, pasó a quedar dentro de la localidad de Florida Oeste.

### Anexo de Divisiones Inferiores "El Reservorio"
Por un convenio firmado en el 2014 junto a la Municipalidad de Vicente López, a partir de 2017 el club dispone de la concesión de un predio de entrenamiento para sus divisiones inferiores en la intersección de las calles Neuquén y Santa Cruz en el barrio de Munro. Allí entrenan y compiten las divisiones inferiores e infantiles. 
El predio contiene:
- Una cancha de fútbol 11
- Bancos de suplentes
- Vestuarios
- Iluminación artificial
- Gradas.

El mismo predio es utilizado por la Municipalidad como reservorio para drenar el agua de lluvia en la zona.

## Simbología

### Colores
- Etapa de Libertarios Unidos / Sportivo del Norte (1908 - 1925): Rojo (Sangre) y Negro (Luto a los caídos) debido a su etapa Anarquista.
- Etapa de Colegiales (Desde 1925): Azul de Prusia, Rojo inglés y Oro.

### Uniforme
- Uniforme titular: camiseta azul con bastones rojos y amarillos, pantalón azul con bandas laterales rojas y amarillas, medias azules.
- Uniforme suplente: camiseta blanca con bastones rojos y amarillos, pantalón blanco con bandas laterales rojas y amarillas, medias blancas.
- Uniforme alternativo: camiseta negra con cruz roja, azul y amarilla, pantalón negro con bandas laterales rojas, azules y amarillas, medias negras.

### Cronología de marca y auspiciante
| Período       | Logo | Proveedor       |
| ------------- | ---- | --------------- |
| 1979-1984     | -    | Texport         |
| 1985-1990     | -    | Fulvence        |
| 1990-1994     |      | Uhlsport        |
| 1994-2001     |      | Taiyo           |
| 2001-2002     |      | Penalty         |
| 2002-2005     | -    | Don Balón       |
| 2005-2006     |      | Taiyo           |
| 2006-2007     |      | Finta           |
| 2007-2008     |      | Taiyo           |
| 2008-2009     | -    | La Mara         |
| 2009-2013     |      | Balonpié        |
| 2013-2014     |      | Il Ossso Sports |
| 2014-2018     |      | Sport 2000      |
| 2018-2019     |      | Joma            |
| 2019-2024     |      | All Net         |
| 2025-Presente |      | Macron          |

| Período       | Logo | Patrocinador                      |
| ------------- | ---- | --------------------------------- |
| 1987-1988     | -    | Alas Calzado Deportivo            |
| 1988-1998     | -    | Ninguno                           |
| 1998-2000     | -    | Sanatorio San Diego               |
| 2000-2001     |      | La Farola del Hipódromo           |
| 2001-2002     | -    | Labalon.com                       |
| 2002-2003     | -    | Tutelar                           |
| 2003-2004     |      | Menoyo                            |
| 2004-2005     |      | Skewer/Menoyo                     |
| 2005-2006     |      | Ford Ardama/Menoyo                |
| 2006-2007     |      | Ford Ardama/Revesta               |
| 2007-2008     |      | Sinteplast                        |
| 2008          |      | La Nueva Seguros                  |
| 2009          |      | Farm Frites                       |
| 2009-2010     | -    | Al Río Vicente López              |
| 2010-2011     |      | Telecentro                        |
| 2011-2012     |      | Procred/AxxaPharma/Telecentro     |
| 2012-2013     |      | Procred/AxxaPharma/Las Malvinas   |
| 2013-2014     |      | Banco Ciudad                      |
| 2014-2016     |      | Kevingston                        |
| 2016-2017     | -    | Ninguno                           |
| 2017-2021     |      | Industrias KC                     |
| 2021          |      | Industrias KC/Nevares             |
| 2022          |      | Bingo King/Nevares                |
| 2023          |      | Nevares/Majo Finanzas/Más Divisas |
| 2024          |      | Nevares                           |
| 2024-Presente | -    | Enas/Acrow                        |

### Camisetas de otras épocas
Camisetas que utilizó el club en diferentes etapas de su historia:
| Año 1908-1924 | Año 1924 | Año 2003 | Año 2003 | Año 2006 | Año 2007 |  |

| Año 2008 | Año 2009 - 2010 | Año 2010 - 2011 | Año 2011 - 2012 | Año 2012 - 2013 | Año 2013 - 2014 |  |

| Año 2014 | Año 2015 | Año 2016 | Año 2016-2017 | Año 2017-2018 | Año 2018-2019 |  |

| Año 2019-2021 | Año 2021 | Año 2022 | Año 2023 | Año 2024 | Año 2025 |  |

### Himno
Colegiales tiene su himno titulado "Marcha al Club Colegiales" con letra y música de Baldo Suárez y Gino Tombesi y que acompaña finalmente la voz del estadio hasta la actualidad, compuesto en 1952.
| Marcha al Club Colegiales |
| |
| Vamos Colegiales, muestra lo que vales, once corazones que van a ganar, si es en nuestra cancha si es en la revancha como deportistas debemos triunfar El viril deporte tiene sus resortes en la delantera, conjunto sin par salen a la cancha vibran las tribunas y toda la "hinchada" comienza a cantar... Colegiales, Colegiales, futbolistas con ardor, caballeros del deporte, que nos brindan emoción, Colegiales, Colegiales, defendamos con honor, los colores de este equipo, de esta vieja institución. Colegiales, Colegiales, defendamos con honor, los colores de este equipo, de esta vieja institución. Música: Gino Tombesi Letra: Baldo Suárez. |
| |

## Clásicos y rivalidades
Su primera rivalidad en la era amateur fue con Belgrano Athletic Club. Colegiales posee dos clásicos bien marcados, pero con diferentes matices.

### Clásico Colegiales-San Miguel
| Lupa | Para un completo desarrollo véase Clásico Colegiales-San Miguel |

Con San Miguel disputa un clásico moderno pero que con el correr del tiempo y los enfrentamientos se transformó en uno de los clásicos de mayor rivalidad de la Zona Norte del Gran Buenos Aires. El primer duelo con el club de Los Polvorines se disputó hace 45 años, el 24 de abril de 1980, con triunfo del equipo verde y blanco por 1 a 0.
Entre los partidos más recordados por ambas hinchadas se encuentra el que se disputó el 24 de octubre de 2004: "Ese año pasa el famoso clásico con Colegiales que se arma una batalla campal y que nos sacaron muchísimos puntos”, recordó Alejandro Friedrich, jugador de amplia trayectoria en el ascenso. Aquella tarde de 2004, los incidentes entre las parcialidades de ambos conjuntos se originaron minutos antes de las 16, en la estación de trenes de Munro, del Ferrocarril General Belgrano. El hecho que desencadenó una suerte de batalla campal entre hinchas de ambos equipos se produjo cuando un adherente a San Miguel robó una bandera a otro de Colegiales, en las inmediaciones del estadio. La hinchada local reaccionó, quiso entrar por la fuerza a la cancha para ir en búsqueda de la parcialidad del "Trueno verde" y allí se encontró con la oposición de la Policía provincial. Finalmente hubo un herido grave, siete policías con heridas leves, tres móviles de la Policía destruidos, siete demorados y gran cantidad de autos particulares con daños fueron el saldo de una tarde negra en Munro.

### Clásico con Excursionistas
| Lupa | Para un completo desarrollo véase Clásico Colegiales-Excursionistas |

Con Excursionistas disputa un clásico centenario que cuenta con más de 100 partidos en el historial e incluye hechos de violencia de magnitud. Se han enfrentado tanto por partidos de la temporada regular como en partidos de eliminación directa en Octogonales o Torneos Reducidos por el ascenso. La rivalidad proviene de cuando Colegiales tenía ubicada su cancha en Núñez y posteriormente en el barrio porteño de Colegiales. En ambos casos, muy cerca del estadio de Excursionistas en Bajo Belgrano.

### Rivalidades
- 'Defensores de Belgrano': Tiene una gran enemistad con Defensores de Belgrano con quien compartió la zona de Nuñez hasta 1922.De hecho eran clubes linderos en esa época. Han jugado más de 70 partidos en diferentes divisiones sumando la época amateur y la profesional. [34]

- 'Acassuso': Los partidos con Acassuso tienen gran relevancia en la Primera B Metropolitana desde hace varios años, ya que ambos clubes se enfrentan rutinariamente desde hace tres décadas, incluso con ascensos simultáneos de categoría.[35]

- 'Ituzaingó': Sostiene una fuerte rivalidad con Ituzaingó entre otros motivos por ser el clásico rival de Midland, club amigo de Colegiales.

## Jugadores

### Plantel 2025
- Actualizado el 26 de junio de 2025

- Los equipos argentinos están limitados a tener un cupo máximo de seis jugadores extranjeros, aunque solo cinco podrán firmar la planilla del partido

#### Altas
| Invierno                    |                |                           |          |
| Elías Ocampo                | Centrocampista | Rosario Central           | Préstamo |
| Franco Zicarelli            | Centrocampista | Talleres (RdE)            | Préstamo |
| Andrés Ríos                 | Delantero      | Agente libre              | Libre    |
| Verano                      |                |                           |          |
| Juan Martín Rojas           | Guardameta     | Deportivo Morón           | Préstamo |
| Francisco Salerno           | Guardameta     | Villa Dálmine             | Libre    |
| Nicolás Álvarez             | Defensa        | Tristán Suárez            | Libre    |
| Fernando Di Massimo         | Defensa        | Independiente Rivadavia   | Libre    |
| Leandro Martínez Montagnoli | Defensa        | Cooper                    | Libre    |
| Fernando Ponce              | Defensa        | Douglas Haig de Pergamino | Libre    |
| Martín Rodríguez            | Defensa        | Ferro                     | Libre    |
| Santiago Strasorier         | Defensa        | Sportivo Las Parejas      | Libre    |
| Mauricio Bermejo            | Centrocampista | Sportivo Barracas         | Libre    |
| Leonel Duarte               | Centrocampista | Victoriano Arenas         | Libre    |
| Bahiano García              | Centrocampista | Barracas Central          | Préstamo |
| Lucas Giménez               | Centrocampista | Cañuelas                  | Libre    |
| Andrés Lioi                 | Centrocampista | Deportivo Maipú           | Libre    |
| Franco Malagueño            | Centrocampista | Alvarado de Mar del Plata | Libre    |
| Federico Marín              | Centrocampista | Huracán                   | Préstamo |
| David Müller                | Centrocampista | San Miguel                | Libre    |
| Lautaro Torres              | Centrocampista | Los Andes                 | Libre    |
| Ignacio Vallejos            | Centrocampista | San Lorenzo de Almagro    | Libre    |
| Lucio Castillo              | Delantero      | Brown de Adrogué          | Préstamo |
| Iván Fernández              | Delantero      | Lugano                    | Libre    |
| Nicolás Franco              | Delantero      | San Martín de San Juan    | Libre    |
| Benjamín Giménez            | Delantero      | Claypole                  | Préstamo |
| Lautaro Gordillo            | Delantero      | Ferro                     | Libre    |
| Iván Ortigoza               | Delantero      | San Miguel                | Libre    |
| Valentín Robaldo            | Delantero      | Cúcuta                    | Libre    |
| Guillermo Villalba          | Delantero      | Estudiantes de Río Cuarto | Préstamo |

#### Bajas
| Invierno            |                |                             |                       |
| Fernando Ponce      | Defensa        | Atlético Rafaela            | Rescisión de contrato |
| Lautaro Torres      | Centrocampista | Agente libre                | Rescisión de contrato |
| Iván Ortigoza       | Delantero      | Agente libre                | Rescisión de contrato |
| Guillermo Villalba  | Delantero      | Estudiantes de Río Cuarto   | Fin del préstamo      |
| Verano              |                |                             |                       |
| Augusto Alcorcel    | Guardameta     | Defensores de Belgrano (VR) | Fin de contrato       |
| Federico Tursi      | Guardameta     | Acassuso                    | Fin de contrato       |
| Diego Magallanes    | Defensa        | Temperley                   | Fin de contrato       |
| Federico Marchesini | Defensa        | Defensor Sporting           | Fin de contrato       |
| Facundo Ruiz        | Defensa        | San Martín de Mendoza       | Fin de contrato       |
| Kevin Barrionuevo   | Centrocampista | Almirante Brown             | Fin del préstamo      |
| Santiago Camacho    | Centrocampista | Estudiantes de Caseros      | Fin del préstamo      |
| Matías Machado      | Centrocampista | Racing de Córdoba           | Fin de contrato       |
| Lucas Villarruel    | Centrocampista | Almirante Brown             | Fin del préstamo      |
| Bruno Báez          | Delantero      | Deportivo Laferrere         | Fin de contrato       |
| Nazareno Diósquez   | Delantero      | Ferro                       | Fin del préstamo      |
| Lucas Lezcano       | Delantero      | Sarmiento de La Banda       | Fin de contrato       |
| Nicolás Toloza      | Delantero      | Estudiantes de Caseros      | Fin del préstamo      |
| Félix Villacorta    | Delantero      | Olimpo de Bahía Blanca      | Fin de contrato       |

#### Cesiones
| Jugador           | Posición       | Destino         | Fin del préstamo |
| ----------------- | -------------- | --------------- | ---------------- |
| Juan Pablo López  | Defensa        | Lamadrid        | 31-12-2025       |
| Martín Polizzotto | Centrocampista | Concón National | 31-12-2025       |
| Valentín Quevedo  | Centrocampista | Dock Sud        | 31-12-2025       |
| Ignacio Vallejos  | Centrocampista | Villa Dálmine   | 31-12-2025       |

## Entrenadores
| Años      | Entrenador       |
| --------- | ---------------- |
| 1947-1947 | Agustín Cascio   |
| 1955-1956 | Guido Ugobono    |
| 1983-1984 | Salvador Daniele |
| 1992-1993 | Rubén Moreno     |
| 1994-1995 | Julio D. Asad    |
| 1995-1996 | Daniel Baldi     |
| 1997-1998 | Leonardo Madelón |
| 1998-2000 | Salvador Pasini  |
| 2000-2001 | Carlos Ribeiro   |
| 2001-2003 | Walter Cataldo   |
| 2003-2004 | Eduardo Pizzo    |
| 2004-2004 | Claudio Zacarías |
| 2004-2005 | Eduardo Pizzo    |
| 2005-2006 | Héctor Ostúa     |
| 2006-2007 | Sergio Rondina   |
| 2007-2008 | Armando González |
| 2008-2010 | Néstor Ferraresi |
| 2010-2010 | Leonardo Ramos   |

| Años          | Entrenador          |
| ------------- | ------------------- |
| 2010-2012     | Atilio Svampa       |
| 2012-2013     | Facundo Besada      |
| 2013-2014     | Néstor Ferraresi    |
| 2014-2014     | Fernando De Souza   |
| 2014-2015     | Luis Islas          |
| 2015-2015     | Fernando De Souza   |
| 2015-2016     | Juan J. Serrizuela  |
| 2016-2016     | Juan C. Kopriva     |
| 2016-2016     | Jorge Habegger      |
| 2016-2016     | Marcelo Saralegui   |
| 2016-2017     | Walter Cataldo      |
| 2017-2017     | Marcelo Straccia    |
| 2017-2018     | Leonardo Estévez    |
| 2018-2018     | Juan C. Kopriva     |
| 2017-2019     | Eduardo Pizzo       |
| 2019-2019     | Raúl Cardozo        |
| 2019-2020     | Facundo M. Argüello |
| 2021-2023     | Darío Lema          |
| 2023-2023     | Leonardo Lemos      |
| 2023-presente | Leonardo Fernández  |

: Campeones de torneos o ascensos de categoría.

### Entrenadores más ganadores
| Entrenador         | Campeón PBM / 3.ª Div | Ascenso de PBM / 3.ª Div | Ganador Torneo PBM / 3.ª Div | Campeón PC / 4.ª Div | Ascenso de PC / 4.ª Div | Ganador Torneo PC / 4.ª Div |
| ------------------ | --------------------- | ------------------------ | ---------------------------- | -------------------- | ----------------------- | --------------------------- |
| Agustín Cascio     | 1947                  | -                        | -                            | -                    | -                       | -                           |
| Guido Ugobono      | 1955-1956             | -                        | -                            | -                    | -                       | -                           |
| Leonardo Fernández | 2024                  | -                        | -                            | -                    | -                       | -                           |
| Ángel Darío Lema   | -                     | -                        | Apertura 2021                | -                    | -                       | -                           |
| Eduardo Pizzo      | -                     | -                        | -                            | 2002-2003            | -                       | Apertura 2004               |
| Rubén Moreno       | -                     | -                        | -                            | 1992-1993            | -                       | -                           |
| Armando González   | -                     | -                        | -                            | 2007-2008            | -                       | -                           |
| Salvador Pasini    | -                     | -                        | -                            | -                    | 1998-1999               | -                           |

## Datos del club

### Trayectoria
Actualizado hasta la temporada 2025 inclusive.
Total de temporadas en AFA: 115.
 Aclaración: Las temporadas no siempre son equivalentes a los años. Se registran cuatro temporadas cortas: 1986, 2014, 2016 y 2020. En 1923 y 1924, la escisión participó en División Intermedia de la AAmF. 

- Temporadas en Primera División (AAF/AAAF/AFAP): 13 (1920-1926; 1929-1934)
- Temporadas en Segunda División: 20
  - en División Intermedia (AAF/AAmF) / Primera División B: 6 (1918-1919; 1923-1924; 1927-1928)
  - en Primera B: 13 (1935-1944; 1948-1949; 1956)
  - en Primera B Nacional: 1 (2025-)
- Temporadas en Tercera División: 71
  - en Segunda División: 7 (1911-1917)
  - en Primera B: 25 (1993/94-1997/98, 1999/00-2000/01, 2003/04 y 2008/09-2024)
  - en Primera C: 39 (1945-1947, 1950-1955, 1957-1986)
- Temporadas en Cuarta División: 14
  - en Primera C: 14 (1986/87-1992/93, 1998/99, 2001/02-2002/03 y 2004/05-2007/08)

##### Resumen
- Temporadas en Primera División: 13 - (11,3%)

- Temporadas en Segunda División: 19 - (16,5%)

- Temporadas en Tercera División: 71 - (61,7%)

- Temporadas en Cuarta División:  14 - (12,1%)

### Participaciones en Copa Argentina
| Año                    | Ronda              | PJ | PG | PE | PP | GF | GC | DG  |
| ---------------------- | ------------------ | -- | -- | -- | -- | -- | -- | --- |
| Copa Argentina 2011-12 | 32vos de Final     | 3  | 2  | 0  | 1  | 3  | 5  | -2  |
| Copa Argentina 2012-13 | 2da Eliminatoria   | 1  | 0  | 1  | 0  | 1  | 1  | 0   |
| Copa Argentina 2013-14 | Fase Inicial Metro | 1  | 0  | 1  | 0  | 1  | 1  | 0   |
| Copa Argentina 2014-15 | 2da Eliminatoria   | 1  | 0  | 0  | 1  | 0  | 3  | -3  |
| Copa Argentina 2015-16 | 2da Eliminatoria   | 1  | 0  | 0  | 1  | 0  | 3  | -3  |
| Copa Argentina 2022    | 32vos de Final     | 1  | 0  | 1  | 0  | 1  | 1  | 0   |
| Copa Argentina 2023    | 32vos de Final     | 1  | 0  | 0  | 1  | 0  | 2  | -2  |
| Total                  | -                  | 9  | 2  | 3  | 4  | 6  | 16 | -10 |

### Movilidad interdivisional
- Ascenso a Segunda División: 1917
- Ascenso a Primera División: 1919
- Descenso a Segunda División (por reestructuración): 1926
- Ascenso a Primera División: 1928
- Descenso a Segunda División (por reestructuración): 1934
- Descenso a Tercera División (actual Primera C): 1944
- Ascenso a Segunda División (actual Primera B): 1947
- Descenso a Tercera División (actual Primera C) (por reestructuración): 1949
- Ascenso a Segunda División (actual Primera B): 1955
- Descenso a Tercera División (actual Primera C): 1956
- Ascenso a Primera B: 1993
- Descenso a Primera C: 1998
- Ascenso a Primera B: 1999
- Descenso a Primera C: 2001
- Ascenso a Primera B: 2003
- Descenso a Primera C: 2004
- Ascenso  a Primera B: 2008
- Ascenso  a Primera Nacional: 2024

### Goleadas

#### A favor
- En Primera Amateur: 7-3 a All Boys en 1926

- En Primera B: 7-1 a Boulogne en 1940, Quilmes en 1948
- En Primera C: 6-0 a Dock Sud en 2003
- En Primera division: 8-3 a Boca Juniors en 1925

#### En contra
- En Primera Amateur: 0-6 vs Boca Juniors en 1920, Huracán en 1920
- En  Primera B: 0-8 vs All Boys en 1956, Central Córdoba (Rosario) en 1956
- En Primera C: 1-8 Argentino de Quilmes en 1959, Defensa y Justicia en 1994.
- Copa Argentina: 0-4 Independiente en 2011

## Palmarés

### Campeonatos nacionales
| Temporada              | Campeón (7)                | Subcampeón (8)                   |
| ---------------------- | -------------------------- | -------------------------------- |
| Segunda División (1/1) | 1928.                      | 1941.                            |
| Tercera División (3/5) | 1947, 1955, 2024.          | 1945, 1946, 1952, 1954, 2011/12. |
| Cuarta División (3/2)  | 1992/93, 2002/03, 2007/08. | 2001/02, 2004/05.                |

### Otros logros
- Ganador del Torneo Apertura de Primera B:(1) 2021
- Ganador del Torneo Apertura de Primera C:(1) 2004
- Campeón de Cuarta División (AAF) (2): 1913 y 1914.[nota 1][36]

- Campeón de Sexta División (AAF) (1): 1924.[nota 2][36]
- Tercer puesto en la Primera División: 1932.

## Máximos goleadores en la historia
| Puesto | Nombre                           | Goles | Años      |
| ------ | -------------------------------- | ----- | --------- |
| 1      | Carlos Domingo Giúdice           | 90    | 1926-1933 |
| 2      | Alberto Daniel Batallini         | 79    | 1983-1993 |
| 3      | Héctor Juan D'Amico              | 74    | 1955-1961 |
| 4      | Agustín Cascio                   | 61    | 1938-1942 |
| 4      | Carlos Omar Guerrero             | 61    | 1977-1984 |
| 4      | Adalberto Horacio Giacopuzzi     | 61    | 1988-1992 |
| 7      | César Toscano                    | 51    | 1927-1938 |
| 8      | Carlos Pablo Cantamessi          | 50    | 1946-1949 |
| 9      | José Rogelio Rosa                | 46    | 1962-1966 |
| 10     | Jonathan Ezequiel Rodrigo Torres | 38    | 2005-2009 |
| 11     | Adolfo Eduardo Baloira           | 37    | 1945-1949 |
| 11     | Leonardo Luis Balena             | 37    | 1968-1971 |
| 13     | Sebastián Lucas Tagliabue        | 36    | 2005-2008 |
| 14     | Javier Eduardo Molina            | 34    | 2001-2009 |
| 15     | Luis Emilio Passadore            | 33    | 1922-1927 |
| 15     | Luis Toscano                     | 33    | 1925-1935 |
| 15     | Tadeo Rafael Peralta             | 33    | 1959-1961 |
| 18     | Ángel del Rosario Chazarreta     | 32    | 1937-1940 |
| 18     | Juan Carlos Pizzarro             | 32    | 1962-1966 |
| 20     | José Ángel Ávila                 | 30    | 1938-1940 |

## Hinchas famosos
- Julio Bocca[37] - Bailarín
- Mariano Closs[38] - Periodista deportivo y Relator de fútbol
- Erik Lamela[39] - Futbolista del Tottenham
- Jorge Rial - Conductor televisivo
- Gonzalo Heredia - Actor
- Nicolás Sonnante - Boxeador
- Carlos belloso - actor

## Jugadores destacados
- Juan Pablo Pereyra: Internacional con la Selección de fútbol de Argentina en 2010. Exjugador de Club Nacional de Football y Estudiantes de La Plata entre otros clubes.
- Pablo Cameroni: Figura y capitán del equipo campeón de Primera C en 2003.
- Sebastián Tagliabúe: Goleador del equipo campeón de Primera C en 2008.
- Milton Álvarez: Arquero del 2011 al 2015. Ex arquero de Club Atlético Independiente.
- Cristian Alfredo Valdez: Jugador con más presencias en la historia de Colegiales.
- Alberto Batallini: Jugador con más goles en la historia del profesionalismo en Colegiales con 78 tantos.
- Jorge Alberto Balanda: Capitán del equipo campeón de Primera C en 2008.
- Jorge Loto: Defensor central referente de la década del 90'.
- Américo Tesoriere: Arquero de la década del 20'. Exjugador de Boca Juniors. Internacional con la Selección de fútbol de Argentina y Campeón de la Copa América en 2 ocasiones.
- Alejandro Otamendi: Arquero del equipo campeón de Primera C 1992/93.
- Ángel Vildozo: Goleador del equipo subcampeón de Primera B 2011/12 con 28 tantos.
- Luis Zeballos: Mediocampista referente de las décadas del 2000 y 2010. Campeón de Primera C 2008.
- Carlos Domingo Giúdice: Goleador histórico de Colegiales considerando amateurismo + profesionalismo. Convirtió 90 tantos.
- Mauro Scatularo: Mediocampista referente en los años 2015/16/17 y 2021.
- Santiago Maratea: Influencer y Jugador  del equipo de la primera B nacional 2025. Además es reconocido por su labor a favor de la lucha de los derechos Humanos. Posee contrato hasta fines de Diciembre del 2027